# Сорикмарапи
Сорикмарапи (индон. Sorikmarapi) — покрытый лесом стратовулкан, находящийся на острове Суматра в Индонезии. На вершине кратера расположен кратер шириной 600 м, в котором находится вулканическое озеро и отложения серы. Другой меньший кратер, Данау Мера, расположен на юго-восточном склоне на высоте 2063 метров и также содержит озеро. В районе вулкана находятся горячие источники, лавовый купол Кулабу, на восточном фланге находятся поля сольфатар.

## Извержения
Оба кратера вулкана производили газовые (фреатические) извержения в 19 и 20 веках. По шкале VEI все извержения получили 1 или 2 балла из 8 возможных. Последнее зафиксированное извержение произошло 5 июля 1986 года и закончилось 14 июля того же года. Вполне возможно, ещё более позднее извержение происходило 5 мая 1996 года, но тот факт, что это являлось извержением, не подтверждён.